# A. Peter Dewey
Albert Peter Dewey (ngày 8 tháng 10 năm 1916 – ngày 26 tháng 9 năm 1945) là đặc vụ Cơ quan Tình báo Chiến lược (OSS) người Mỹ bị lực lượng Việt Minh theo cộng sản bắn chết trong một trường hợp nhầm lẫn danh tính vào ngày 26 tháng 9 năm 1945. Dewey là quân nhân Mỹ đầu tiên thiệt mạng ở Đông Dương thuộc Pháp trong suốt thời kỳ xảy ra cuộc nổi dậy năm 1945 của người Việt Nam.

## Tiểu sử

### Thân thế và học vấn
Dewey là cậu con út của Dân biểu Charles S. Dewey và vợ là Marie Suzette de Marigny Hall Dewey, và cũng là họ hàng xa của Thống đốc New York Thomas E. Dewey, Dewey chào đời ở Chicago. Ông từng được đào tạo ở Thụy Sĩ tại học viện Institut Le Rosey, trước khi theo học tại Trường St. Paul ở Concord, New Hampshire. Ông tốt nghiệp Đại học Yale, chuyên ngành lịch sử Pháp và là thành viên thuộc Hội kín Berzelius cùng với những người bạn như William Warren Scranton. Về sau, Dewey còn theo học Trường Luật Đại học Virginia.

### Sự nghiệp làm báo
Sau khi tốt nghiệp Yale năm 1939, Dewey được nhận vào làm phóng viên cho tờ Chicago Daily News tại văn phòng Paris do nói thành thạo tiếng Pháp. Ít lâu sau thì chuyển sang làm việc cho người bạn của gia đình Nelson Rockefeller và Cơ quan Điều phối Sự vụ Liên châu Mỹ của ông này. Rockefeller từng cử Dewey đến Pháp bí mật gặp gỡ Tướng Charles de Gaulle.

### Trận chiến nước Pháp
Lúc đang đưa tin về sự kiện Đức Quốc xã xâm lược nước Pháp cho tờ Daily News, Dewey đã trực tiếp tham gia vào cuộc chiến này. Tháng 5 năm 1940, trong Trận chiến nước Pháp, Dewey nhập ngũ với quân hàm trung úy trong Đoàn Cứu thương Quân sự Ba Lan cùng Quân đội Ba Lan chiến đấu tại Pháp. Sau thất bại của quân đội Pháp, Dewey bèn bỏ trốn qua Tây Ban Nha đến Bồ Đào Nha rồi bị quản thúc trong một thời gian ngắn trước khi trở về nước Mỹ. Năm 1943, ông được Cơ quan Tình báo Chiến lược (OSS) tuyển dụng làm nhân viên tham gia hoạt động tình báo ở chiến trường châu Âu.

### Hôn nhân và gia đình
Ngày 1 tháng 8 năm 1942, Dewey chính thức kết hôn với Nancy Weller.  Hai vợ chồng có với nhau một đứa con gái là Cô Nancy (Charles) Hoppin. Góa phụ của Dewey là Nancy về sau lấy John Pierrepont vào năm 1950.
Cháu của Dewey là David Dewey Alger, hậu duệ dòng dõi chính khách Michigan Russell A. Alger, thiệt mạng trong vụ tấn công ngày 11 tháng 9 vào Trung tâm Thương mại Thế giới.

### Thời kỳ làm đặc vụ OSS
Ngày 10 tháng 8 năm 1944, Dewey nhảy dù xuống miền nam nước Pháp trên cương vị là trưởng toán 10 nhân viên thuộc Cơ quan Tình báo Chiến lược (OSS). Hoạt động đằng sau chiến tuyến của quân thù trong sáu tuần, ông đã chuyển các báo cáo tình báo về những đợt di chuyển của quân Đức. Nhờ chiến tích này mà Tướng William "Wild Bill" Donovan đã đích thân trao tặng ông Huân chương Công trạng và người Pháp còn trao tặng Huân chương Bắc đẩu Bội tinh và Huân chương Croix de Guerre thứ hai cho ông.
Dewey đặt chân đến Sài Gòn vào ngày 4 tháng 9 năm 1945 để cầm đầu một toán OSS gồm bảy người "đại diện cho các lợi ích của Mỹ" và thu thập thông tin tình báo.  Ông cộng tác với Việt Minh nhằm thu xếp việc hồi hương 4.549 tù binh Đồng Minh, trong đó có 240 người Mỹ, từ hai trại giam tù binh của người Nhật nằm gần Sài Gòn, mang mật danh Phương án Embankment. Do lực lượng chiếm đóng Anh tới giải giáp và tiếp nhận sự đầu hàng của quân đội Nhật thiếu hụt nhân lực, họ đành trang bị cho tù binh Pháp vào ngày 22 tháng 9 nhằm bảo vệ thành phố này tránh khỏi một cuộc tấn công tiềm tàng từ phía Việt Minh. Vừa giành được quyền kiểm soát Sài Gòn, binh lính Pháp đã nhanh chóng tràn ra đường đánh đập hoặc bắn hạ những người Việt Nam nào dám chống đối sự tái lập chính quyền của Pháp.
Dewey tức tốc tới đại bản doanh quân Anh để phàn nàn về sự ngược đãi này với viên tư lệnh người Anh là Tướng Douglas Gracey nhưng sự phản đối của ông bị phớt lờ và Gracey tuyên bố Dewey không được hoan nghênh tại nơi đây nữa và ra lệnh cho ông phải rời khỏi Sài Gòn ngay càng sớm càng tốt. Tuân theo truyền thống nghiêm ngặt, Gracey đã cấm bất kỳ ai trừ các sĩ quan cấp tướng treo cờ lên xe của họ. Dewey muốn treo cờ Mỹ để Việt Minh dễ nhận diện mà ông cho rằng họ chỉ lo đánh quân Pháp. Chiếc xe jeep mà Dewey lái trước khi chết có một lá cờ quấn quanh cột khó mà xác định rõ được.
Vào đêm ngày 24–25 tháng 9, Đại úy Joseph R. Coolidge IV, thuộc đội OSS tại Sài Gòn, trở thành sĩ quan Mỹ đầu tiên bị thương nặng sau Thế chiến thứ hai tại Việt Nam trong một trận phục kích của Việt Minh ở Thủ Đức thuộc ngoại thành Sài Gòn. Chính người Nhật đã cứu sống ông rồi đem tới điều trị tại bệnh viện dã chiến của Anh và được Không quân Mỹ dùng máy bay đưa ra khỏi Việt Nam đến Ceylon.
Bước sang ngày 26 tháng 9 vì chiếc máy bay dự kiến chở Dewey không đến sân bay quốc tế Tân Sơn Nhất đúng giờ, ông bèn quay trở lại cuộc hẹn ăn trưa với các phóng viên chiến trường Bill Downs và Jim McGlincy tại căn biệt thự mà OSS đã trưng dụng ở Sài Gòn. Vừa đến gần căn biệt thự, ông bị Việt Minh nhào ra bắn trúng vào đầu trong một trận phục kích. Xe jeep của Dewey bị lật và cấp dưới của Dewey là Đại úy Herbert Bluechel kịp thời chạy thoát nạn mà không dính thương tích trong lúc bị binh lính Việt Minh đuổi theo phía sau. Ngay sau đó, trụ sở OSS gần đấy cũng bị những đơn vị Việt Minh tấn công suốt vài giờ, chỉ chấm dứt khi binh sĩ sư đoàn Gurkha của Gracey đến giải cứu.
Mãi về sau Việt Minh cho rằng quân của họ đã nhầm ông với một người Pháp sau khi ông nói chuyện với họ bằng tiếng Pháp. Bluechel sau này có kể lại rằng Dewey đã vung nắm đấm và quát mắng ba người lính Việt Nam bằng tiếng Pháp khi lái xe trở về trụ sở. Theo nhà sử học Việt Nam Trần Văn Giàu, thi thể của Dewey bị vứt xuống một con sông gần đó và không bao giờ được vớt lên. Chủ tịch Hồ Chí Minh khi biết được tin này liền gửi thư chia buồn về cái chết của Dewey tới Tổng thống Mỹ Harry S. Truman đồng thời ra lệnh cán bộ trong đó phải tìm kiếm cho bằng được thi thể của viên đại tá này ngay.
A. Peter Dewey gây tiếng vang vì dự đoán của ông về tương lai của chiến tranh Đông Dương lần thứ nhất và chiến tranh Việt Nam: "Nam Kỳ đang bùng cháy, người Pháp và người Anh sẽ cáo chung ở đây còn chúng ta (người Mỹ) phải rút lui khỏi Đông Nam Á" do cuộc xung đột gần đây giữa Pháp và Việt Minh.

## Tưởng niệm
Dewey không được liệt kê tên tuổi trong Đài tưởng niệm Cựu chiến binh Việt Nam ở Washington, D.C. vì Bộ Quốc phòng Hoa Kỳ đã ra phán quyết rằng cuộc chiến này chính thức bắt đầu, theo quan điểm của người Mỹ, là vào ngày 1 tháng 11 năm 1955, sau khi Hoa Kỳ tiếp nối từ sau thất bại của Pháp tại Điện Biên Phủ.
Tên của Dewey được liệt kê trên bảng ghi tên những người mất tích tại Nghĩa trang và Đài tưởng niệm Hoa Kỳ Manila thuộc Ủy ban Di tích Chiến trận Hoa Kỳ với tên gọi "Thiếu tá Albert P. Dewey". Tên của ông cũng được ghi trên bia tưởng niệm của cha mẹ mình tại Nghĩa trang Quốc gia Arlington.
Dewey còn được tưởng nhớ trong một dòng chữ trên một trong những bức tường ở Nhà thờ chính tòa Quốc gia Washington nói rằng ông đã tử trận tại Đông Dương năm 1945.
Dewey cũng được tưởng niệm trong một nhà nguyện phụ ở Nhà thờ Bayeux.
Sau khi ông qua đời, cuốn sách phi hư cấu của Dewey có tựa đề As They Were (tạm dịch: Khi họ đến) kể về cuộc sống ở Paris trước chiến tranh, được xuất bản với sự giúp đỡ của người vợ góa Nancy và gia đình Rockefeller.
Ngoài ra, cuốn Fatal Crossroads: A Novel of Vietnam 1945 (tạm dịch: Ngã tư tử thần: Tiểu thuyết Việt Nam năm 1945) năm 2005 dựa trên thời gian và cái chết của Dewey ở Việt Nam và được viết bởi nhà báo kiêm người bạn của gia đình Dewey là Seymour Topping. Topping dành tặng cuốn sách này cho Dewey và đồng nghiệp O.S.S. Ông cũng trở lại thăm Việt Nam cùng với con gái của Dewey là Nancy và chồng mình.